# Ávilai Szent Teréz
Ávilai Teréz  (születési nevén: Teresa Sánchez de Cepeda y Ahumada, a későbbiekben spanyolul gyakran Teresa de Jesús = Jézus Teréze), katolikus nevén Avilai Szent Teréz (Ávila, Kasztília, Spanyolország, 1515. március 28. – Alba de Tormes, Salamanca (tartomány), 1582. október 4.) apáca, misztikus, a római katolikus egyház szentje és egyháztanítója, a Sarutlan Kármelita Rend megalapítója. A spanyol aranykor (1492–1659) egyik legfontosabb írójaként tartják számon.
Magyar nyelvterületen hívják még Nagy Szent Teréznek is, ugyanazon szerzetesrend 19. századi másik alakjától, Lisieux-i Szent Teréztől megkülönböztetve, akit Kis Szent Teréznek szokás nevezni.

## Élete

### Származása
1515-ben született a kasztíliai Ávilában egy jómódú zsidó család tizenkét gyermeke egyikeként.
Nagyapja marranó volt, de a zsidóüldözések hatására megkeresztelkedett.
Apja, a gazdag ruha- és gyapjúkereskedő, Ávila egyik leggazdagabb embereként lovagi címet nyert és beolvadt a katolikus keresztény társadalomba.

### Korai évei
Már gyermekként kereste a magányt, és amikor más lányokkal volt együtt, szeretett velük apácásdit játszani; úgy tettek, mintha valamilyen zárdában élnének együtt.
13–14 éves korában (1528) elveszítette édesanyját. Ekkor fordult segítségért a Szent Szűzhöz, aki „édesanyja lett mindörökre˝.
Apja a 16 éves lányt az ávilai Santa María de la Gracia Ágoston-rendi apácákhoz vitte továbbtanulás céljából.
Betegsége miatt azonban 18 hónap múlva távozott onnan, és néhány évig édesapjával és rokonaival maradt.
Nem akart férjhez menni, így 1535 őszén apja akarata ellenére karmelita apáca lett a Megtestesülés ávilai kolostorában. 
A kolostorban súlyosan megbetegedett. Nem világos, hogy milyen betegségről van szó, a tünetei: bágyadtság, ájulás, epilepsziás rohamok és görcsök. A zárdából hazavitték, hogy szülőházában halhasson meg. Két-három évig bénultan feküdt, de sikerült felépülnie, és visszatért a kolostorba. Saját szavai szerint Szent József közbenjárásának köszönhetően gyógyult meg.
Fokozatosan bölcs apácává érett, egyre többen fordultak hozzá lelki tanácsért mind a kolostorban, mind annak falain túl. Ebbe a körbe tartozott az apja is, aki végül beletörődött lánya választásába.

### Zárdaalapítások
A spanyol karmelita szerzetesség megújítójaként új rend, az ún. Sarutlan Kármelita Rendet alapított. 1562-ben nyílt meg Ávilában az első kis zárda, amelyben Teréz lett az apátnő. 12 nővér élt ott, mert ennyien voltak egykor az apostolok. 
Élete második felét az új karmelita kolostorok létrehozásának és az írásnak szentelte. Rendházak létesítésére 1567-ben hatalmazta fel Rubeo de Ravenna karmelita vezetőt. Az új zárdák Medina del Campóban (1567), Malagónban és Valladolidban (1568), Toledóban és Pastranában (1569), Salamancában (1570), Alba de Tormesban (1571), Segoviában (1574), Veas és Sevillaban (1575), Caravacában (1576) létesültek. Az "Alapítások könyvében" elmeséli e kolostorok történetét. Összesen tizenhét zárdát alapított.
1567-ben találkozott Keresztes Jánossal, akivel a következő évben megalapította a rend férfiágát.
Húsz éven keresztül, az első kolostor alapításától a haláláig (1562–1582) mintegy 5600 kilométert gyalogolt Spanyolország-szerte.

### Egyházi ellenállás
Az egyházi hatóságok egyes képviselői erősen ellenezték törekvéseit. A pápai nuncius meg akarta szüntetni a sarutlan karmeliták kolostorait úgy, hogy a reformálatlan rendnek rendelte volna alá őket. Terézt „bosszantó, csavargó nőnek” nevezték, aki Pál apostol parancsával ellentétben a könyvírásnak szentelte magát, és kolostorokat alapít pápai engedély nélkül. 
Az önéletrajzát az inkvizíció elkobozta, és a mű kiadásának tilalmát csak 1586-ban, négy évvel a halála után oldották fel. 1580-ban XIII. Gergely pápa jóváhagyta a karmelita rend kettéoszlását, és ezzel hivatalosan is elismerte a „sarutlan karmeliták” jogi önállóságát.

### Misztikus élmények
Számos misztikus élménye volt (látomások, elragadtatások, eksztázis). 25 évesen részesült az első nagyobb misztikus élményben, Jézus első jelenésében, de még legjobb barátai közül is többen úgy gondolták, hogy ördögi szemfényvesztés áldozata.
Lelki életének elmélyülését jelezte 1558 táján víziója a pokolról.
Önéletrajzában azt írta, hogy a vallásos elragadtatás pillanatában nem tudja megakadályozni, hogy felemelkedjen a földről; bár alázatból küzdött ez ellen.
Jelentős misztikus élménye volt, hogy egyik látomásában egy szeráf (lángoló angyal) ébresztette. Teréz egyértelműen szexuális jellegű élményként írta le ezt a találkozást:
…a szép angyal mintha fényből lett volna. Hosszú aranydárdát láttam a kezében, és úgy tetszett, hogy tűzben ég a hegye. Úgy éreztem, mintha többször megsebezte volna vele a szívemet, úgy, hogy a dárda a bennsőmbe hatolt; és amikor kihúzta, azzal mintha elmulasztotta volna a sebeket. A fájdalom annyira valóságos volt, hogy apró sikolyokat hallattam, de ez az erős fájdalom akkora gyönyört okozott, hogy azt kívántam, bár sosem érne véget…
Haláláig úgy tartotta, hogy a szeráf segítette annak megértéséhez, hogy mennyit szenvedhetett, mit élhetett meg Krisztus a kereszten. Ebből született jelmondata: Uram, engedj szenvednem vagy engedj meghalnom! gyakran olvasható különféle ábrázolásain.

## Tisztelete

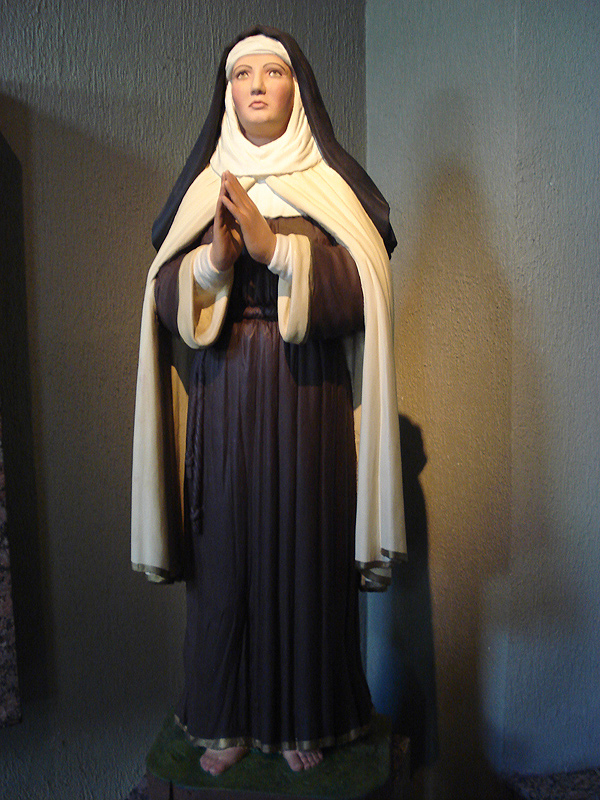
Szent Teréz szobra a Caxias do Sul katedrálisának kápolnájában (Brazília)

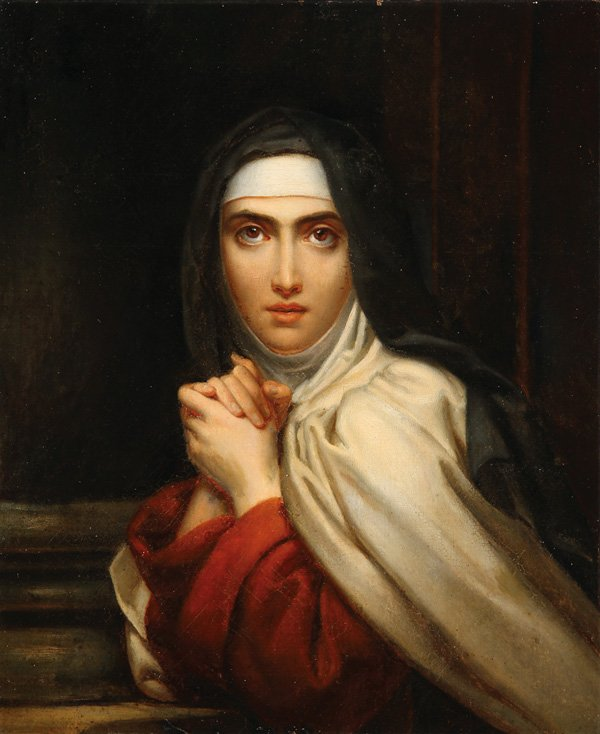
François Gérard: Ávilai Szent Teréz portréja (1827)

1582-ben halt meg; testét bebalzsamozták.
1622-ben avatta szentté XV. Gergely pápa. 1970-ben, VI. Pál pápasága idején a katolikus egyház tanítójává nyilvánították.
Halálának napján a katolikus egyház Assisi Szent Ferencről emlékezett meg, ezért az ő emléknapját a következő napra tették. A naptárreform miatt azonbanoktóber 4-ét október 15-e követte, így Szent Teréz ünnepe is október 15-e lett.

### Magyarországon
Nevére szentelt templomok Magyarországon:
- Ávilai Nagy Szent Teréz-templom (Kazincbarcika)
- Ávilai Nagy Szent Teréz-plébániatemplom (Budapest VI. kerülete)
- Zalaszentlászló katolikus temploma [18]
- Nagy Szent Teréz Templom (Csorvás)
- Ináncs (Borsod- Abaúj- Zemplén vármegye) 1774-ben épített temploma is Avilai Nagy Szent Teréz tiszteletére van felszentelve
- Lengyel község katolikus temploma [[19]]

## Művei
- Önéletrajz (Vida) letölthető innen:  Archiválva 2016. március 5-i dátummal a Wayback Machine-ben.
- A tökéletesség útja (Camino de Perfección) Letölthető innen[halott link], vagy innen.
- A belső várkastély (Moradas) Letölthető innen[halott link], vagy innen.
- Az alapítások könyve (Libro de las fundaciones)
- Lelki számadások (Cuentas de Conciencias)
- több mint 400 levél

## Magyarul megjelent írásai
- Avilai Szent Teréz minden művei, 1-4.; ford. Szeghy Ernő; Karmelita Rendház, Győr, 1928–1941
  - Önéletrajz; 1928
  - Az alapítások könyve; 1928
  - A tökéletesség útja; 1940
  - A belső várkastély; 1941
- Avilai Nagy Szent Teréz levelei. 1–2.; ford. Szeghy Ernő; Karmelita Rendház, Keszthely, 1943
- A tökéletesség útja / A belső várkastély; ford. Szeghy Ernő; Szt. István Társulat, Budapest, 1979
- Az imáról. Avilai Szent Teréz tanítása; összeáll. Klemm Nándor; Szt. Gellért, Budapest, 1997
- Versek / A lélek kiáltásai Istenhez; ford. Dobos Éva; Eötvös, Budapest, 2006 (Eötvös klasszikusok)
- Lelki tanácsok. Válogatás Avilai Szent Teréz leveleiből; ford. Szeghy Ernő; Sarutlan Karmelita Nővérek, Magyarszék, 2007 (A Kármel látóhatára)
- Az alapítások könyve; bev., jegyz. Szabó Kristóf; Magyar Sarutlan Karmelita Rendtartomány, Keszthely, 2011
- A belső várkastély; ford. Sajó Tamás, Templom Kata; Sarutlan Karmelita Nővérek–Jel, Budapest–Magyarszék, 2011 (Avilai Szent Teréz összes művei)
- Önéletrajz; ford., jegyz., előszó Sajó Tamás, Templom Kata, fordításban közrem. Antonio Bernat Vistarini; Sarutlan Karmelita Nővérek–Jel, Budapest–Magyarszék, 2012 (Avilai Szent Teréz összes művei)
- Szent Terézzel napról napra; Sarutlan Karmelita Nővérek–Jel, Budapest–Magyarszék, 2013 (A Kármel látóhatára)
- A tökéletesség útja; ford., bev., jegyz. Sajó Tamás és Templom Kata; Sarutlan Karmelita Nővérek–Jel, Budapest–Magyarszék, 2014 (Avilai Szent Teréz összes művei)
- Avilai Szent Teréz levelei; szerk., sajtó alá rend. Nagy Fruzsina és Hoványi Márton, ford. Szeghy Ernő; Magyar Sarutlan Karmelita Rendtartomány, Keszthely, 2014
- Szárnyaid oltalmában. A lelki élet kis kézikönyve. Avilai Szent Teréz gondolatai alapján, kolostori életképekkel; Sarutlan Karmelita Nővérek–Jel, Marosszentgyörgy–Budapest, 2017

## Alakja a kultúrában
Az 1984-ben bemutatott Legyetek jók, ha tudtok című filmben Marisa Traversi alakítja.
Giovanni Lorenzo Bernini: Ávilai Szent Teréz elragadtatása című műve azt a látomást ábrázolja, amelyben Nagy Szent Terézt egy szeráf ébreszti. A „Szent Teréz apoteózisa” néven is ismert szoborcsoport Bernini egyik főműve, amelyet Federico Cornaro bíboros rendelésére faragott. A római Santa Maria della Vittoria-templom Cornaro-kápolnáját díszíti.